# 土浦市立図書館
土浦市立図書館（つちうらしりつとしょかん）は、茨城県土浦市大和町にある公立図書館。2017年（平成29年）11月27日に土浦駅前の再開発ビル「アルカス土浦」に移転。創立は1924年（大正13年）であり、現存する茨城県の図書館の中では石岡市立中央図書館、茨城県立図書館に次いで3番目に歴史が長い。

## 建物

### アルカス土浦
アルカス土浦（アルカスつちうら、英語: Arcus Tsuchiura）は、茨城県土浦市大和町にある再開発ビル。地上4階建てで延床面積は13,260m2、総事業費は約75億円である。土浦市では2015年（平成27年）の土浦市役所のウララへの移転と並ぶ中心市街地活性化の目玉事業としてアルカス土浦を位置付け、1階を土浦市民ギャラリーとし、2階以上を土浦市立図書館としている。日本経済新聞は2018年（平成30年）2月6日付の記事で「駅前の顔として定着しつつあるようだ」と報じている。
ビル名は771点の公募の中から選ばれ、「アルカス」はArts and Cultures Spaceの頭文字をとった造語である。グランドオープンは2017年（平成29年）11月27日であるが、りそな銀行土浦支店、学習塾、土浦駅前交番は先行してオープンしている。建物の設計・監理はINA新建築研究所、建築本体工事は清水・岡部・山本特定建設工事共同企業体が担当した。
館内
| 階  | 主な施設                                                                        | 主な施設                                                       |                                                                |
| --- | ------------------------------------------------------------------------------- | -------------------------------------------------------------- | -------------------------------------------------------------- |
| 4階 | 屋上ガーデン、屋上庭園                                                          | 土浦市立図書館                                                 |                                                                |
| 3階 | ステップガーデン                                                                | 土浦市立図書館                                                 |                                                                |
| 2階 | ステップガーデン、学習塾（土一・竹園TOPPA館土浦校、東進衛星予備校土浦駅西口校） | 土浦市立図書館                                                 |                                                                |
| 1階 | 土浦市民ギャラリー、ラウンジ、土浦駅前交番、りそな銀行土浦支店                  | 土浦市民ギャラリー、ラウンジ、土浦駅前交番、りそな銀行土浦支店 | 土浦市民ギャラリー、ラウンジ、土浦駅前交番、りそな銀行土浦支店 |

#### 図書館の構造
図書館部分の面積は約5,120m2であり、旧館の4倍以上に拡大し、茨城県の市町村立図書館では最大となった。2階は土浦駅のペデストリアンデッキと直結することから、新聞・雑誌コーナーと児童書架に充てられた。図書の収蔵可能冊数は56万冊で、旧館の蔵書に7万冊の新刊書を加えた35万冊で開館した。
図書館の内装工事費は11億4千万円を要した。館内の閲覧席は約650席ある。
施設配置
| 階  | フロアのテーマ | 主な施設                                                                                   |
| --- | -------------- | ------------------------------------------------------------------------------------------ |
| 4階 | まなびのフロア | 学習室、ロフト（コミュニティスペース）、研修室３・４、事務室、自動書庫                     |
| 3階 | ちしきのフロア | 一般図書エリア、調査研究エリア、文学エリア、レファレンスカウンター、研究個室、研修室１・２ |
| 2階 | いこいのフロア | 児童書エリア、雑誌・文庫エリア、おはなしのへや、ヨムカフェラウンジ、情報ステーション       |

### 旧館（土浦市生涯学習館）
旧土浦市立図書館は茨城県土浦市文京町9番2号の土浦市生涯学習館（旧・土浦石岡地方社会教育センター）の3・4階と1階の一部を占めていた。東日本大震災以降、郷土資料室は利用者の安全性と資料保存の見地から閉鎖されていた。
図書館部分の延床面積は、1,159.00m2であった。

## 利用案内

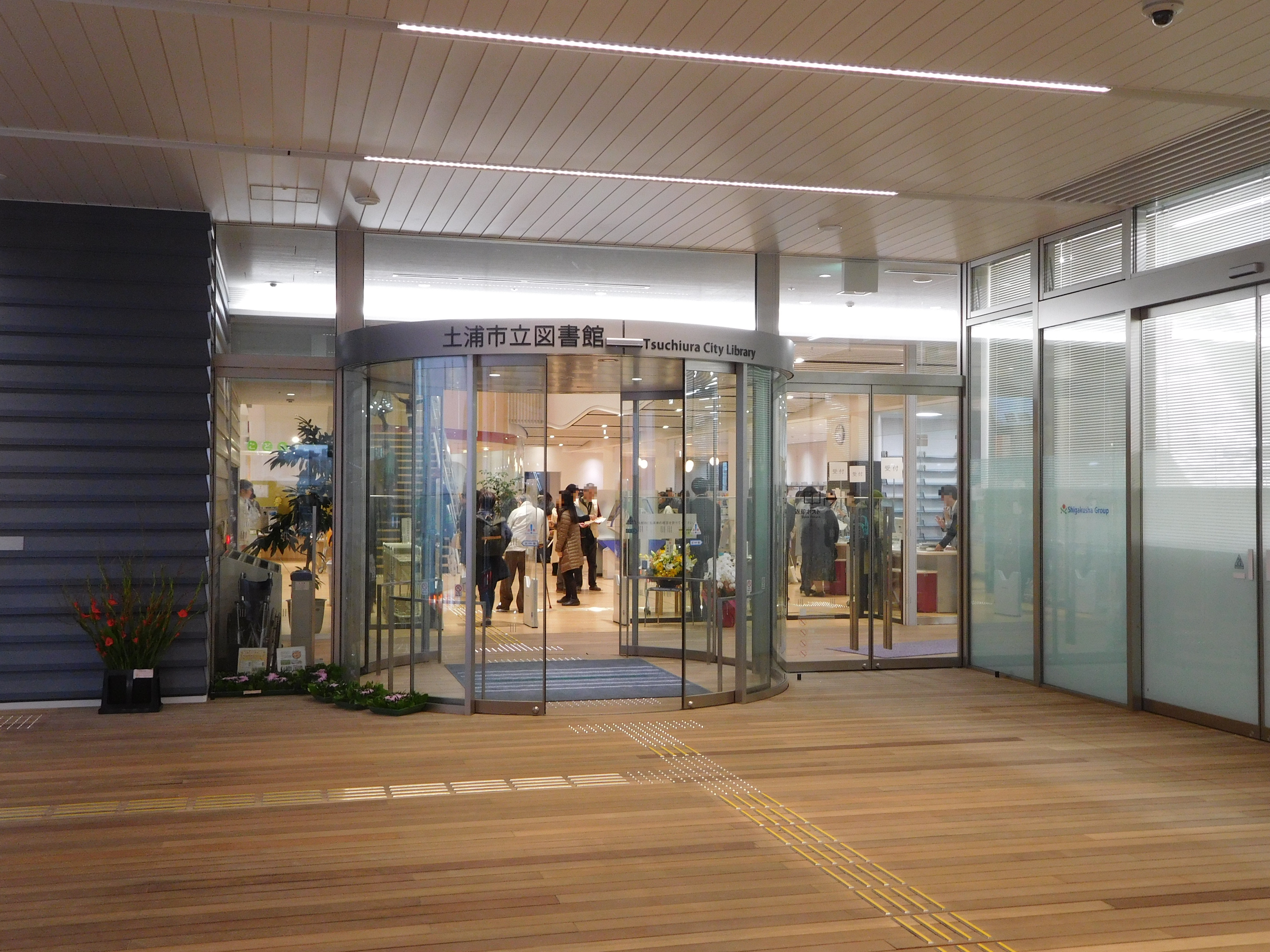
土浦市立図書館の入り口（アルカス土浦2階）

多い時には1日で2,500人が来館する。2017年11月の開館当初は、不慣れな利用者の姿が見られることもあったが、次第に目的を持って来館する利用者が多くなった。
土浦市立図書館は、街の賑いづくりと市の情報発信の場としての役割を期待されている。館内には飲食や談笑が可能なスペースがある。
- 貸出制限 - 居住地制限は特にない（一部サービスは土浦市民以外に制限がある）
- 貸出可能点数 - 図書・雑誌=10冊、視聴覚資料（CD・DVD）=3点、紙芝居=2点
- 貸出可能期間 - 15日間（1回の延長が可能）
- 返却場所 - 本館および分館のカウンター、土浦市内のブックポスト
- 開館時間 - 10時から20時まで
  - 土・日・祝日は18時まで
  - 分館は毎日17時まで
- 休館日
  - 本館 - 月曜日（第1週・祝日の場合は開館）、年末年始（12月29日 - 1月4日）、特別整理期間
  - 分館 - 月曜日（祝日の場合は翌日も休館）、祝日、年末年始（12月29日 - 1月4日）、特別整理期間
- リクエスト（土浦市民のみ）、電子図書館（土浦市民のみ）、予約、レファレンスサービス、障碍者サービス、複写、オンラインデータベース利用が可能。
- 自動貸出機、紫外線による図書の除菌ボックスあり[21]。

### 交通
- JR常磐線土浦駅西口（亀城公園口）より徒歩約1分。
- 市立図書館の駐車場はアルカス土浦駐車場、土浦市駅西駐車場、土浦市駅東駐車場が指定されており、カウンターで駐車券を提示すれば駅東駐車場は3時間、その他は2時間の駐車料金が無料になる[18]。市役所本庁舎駐車場は無料化の対象外である[18]。
- 市立図書館の駐輪場はアルカス土浦駐輪場が指定されており、カウンターで駐車証明書を提示すれば4時間の駐輪料金が無料になる[18]。市営駐輪場は無料化の対象外である[18]。

### 分館
- 三中地区分館（ISIL:JP-1007027[7]） - 土浦市中村南四丁目8-14 三中地区公民館内（1998年〔平成10年〕10月1日設置[36]）
- 都和分館（ISIL:JP-1007028[7]） - 土浦市並木五丁目4824-1 都和公民館内（1999年〔平成11年〕10月1日設置[36]）
- 神立地区分館（ISIL:JP-1007029[7]） - 土浦市神立町682-54 神立コミュニティセンター内（2002年〔平成14年〕5月11日設置[36]）
- 新治地区分館（ISIL:JP-1007030[7]） - 土浦市藤沢982 新治地区公民館内

## 歴史

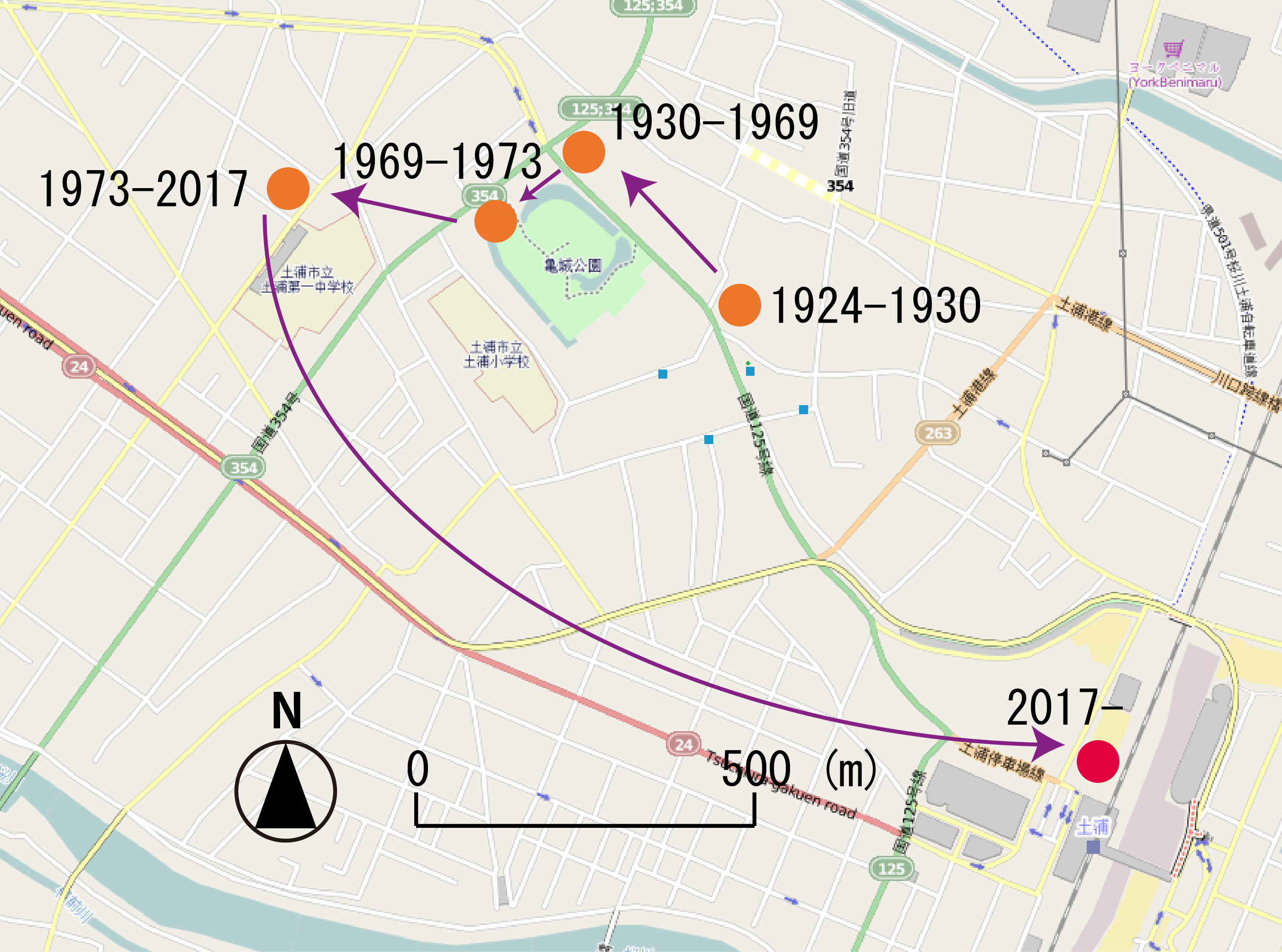
土浦町立図書館/土浦市立図書館の位置の変遷

### 町立から市立へ（1924 - 1973）

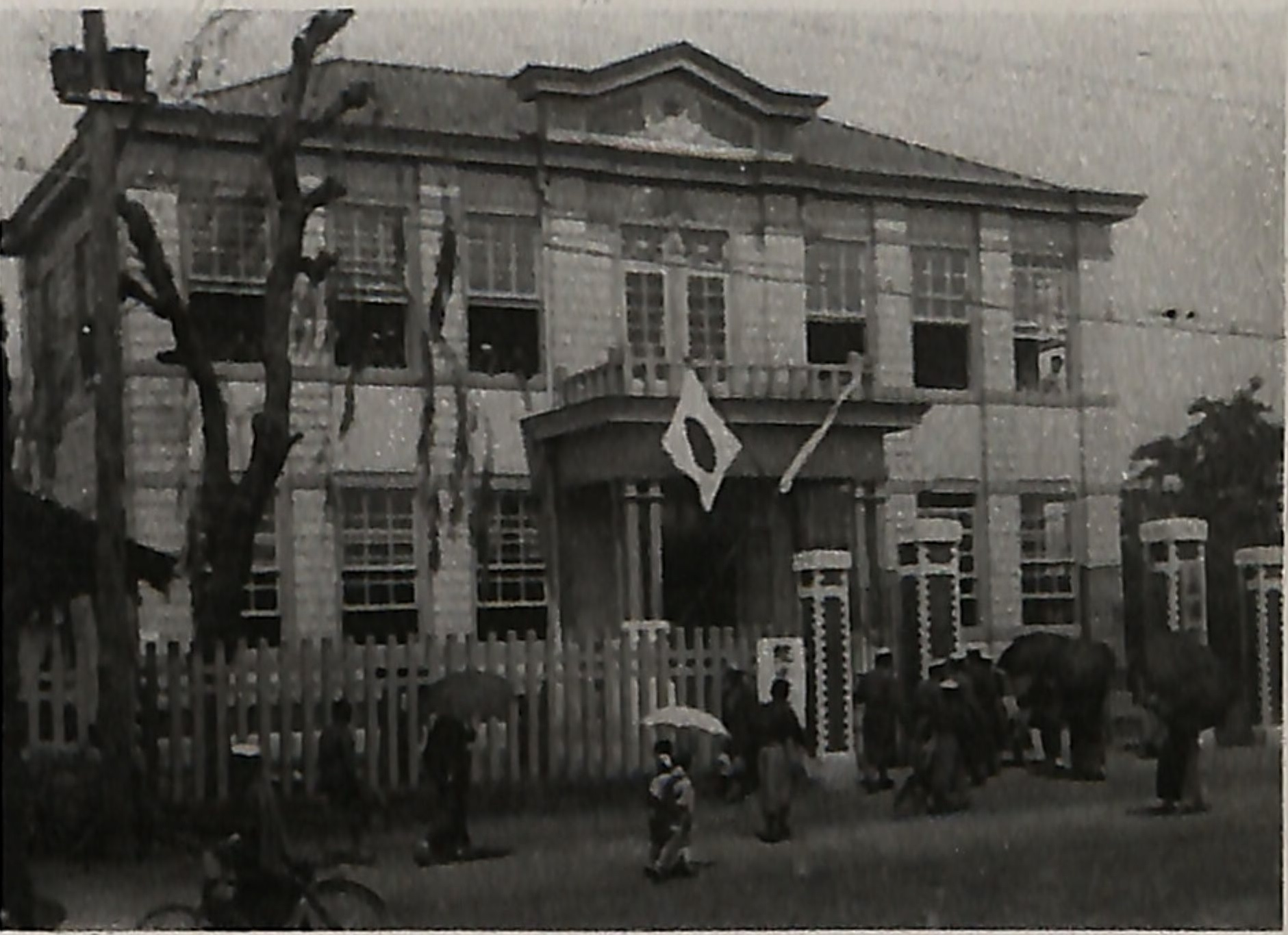
土浦町立図書館が置かれた土浦町役場（大正時代）

1924年（大正13年）3月12日、新治郡土浦町の町議会の議決を経て図書館の設立許可を得て、時の町長・笹部重道を館長とし、同年4月1日より図書館の創立事務を開始した。図書館の創立は当時皇太子だった昭和天皇の結婚大礼を記念したもので、6月1日に土浦町役場2階に土浦町立図書館が開館した。この頃茨城県庁は「不振の図書館事業振興に関すること」という訓令を発して県内の町村に対し図書館設置を促し、1920年代前半だけで43館が相次いで開館している。しかしこの時代に開館し現代まで存続する図書館は、土浦町立図書館から改称した土浦市立図書館のみである。当時の土浦は霞ヶ浦海軍航空隊がやって来てモダン都市へと変貌を遂げようとしていたところであった。
1930年（昭和5年）11月2日には、内西町にあった元・霞ヶ浦海軍航空隊下士官集会所跡の木造瓦葺2階建て36坪（≒119m2）の独立した建物に移転した。敷地は594平方メートルである。移転後は土浦の文化的な拠点として機能した。なお、土浦市立図書館の郷土資料コーナーには『土浦町立図書館日誌』と『土浦町立図書館図書目録』が保管・配架されている。
1940年（昭和15年）11月3日、土浦町と真鍋町が合併して土浦市となったことに伴い、土浦市立図書館に改称した。第二次世界大戦中の茨城県の図書館の様子を窺い知る資料はほとんど残っておらず、土浦市立図書館の戦中の活動も不明であるが、少なくとも戦災は受けずに済んだ。
第二次世界大戦後の1947年（昭和22年）2月1日、有料会員制の土浦読書クラブが発足し、会員に限り図書の貸し出しを開始した。読書クラブは茨城新聞の記者だった人物を会長に据え、会員は図書の貸し出しの恩恵にあずかっただけでなく、夏休みに「緑陰文庫」と称した移動図書館を開催し、紙芝居やおはなしの会、レコードコンサートも行った。会費30円は図書館の蔵書の充実のために利用された。読書クラブ限定の貸し出し体制は1965年（昭和40年）頃まで続いた。
1947年（昭和22年）8月20日、CIE図書室が併設され、アメリカ合衆国から送られてきた『タイム』・『ライフ』・『ニューズウィーク』などの雑誌や新聞、憲法改正や民主政治に関する書籍などを配架し、利用状況の報告義務を負った。
1954年（昭和29年）5月1日、図書館の増設が行われ、図書目録を収納するカードボックスが新設された。1955年（昭和30年）2月より郷土資料の収集を開始し、1956年（昭和31年）6月に水戸学資料を購入して「水戸学文庫」としたほか、旧土浦藩主の土屋家から寄贈された藩政史料を製本整理した。続いて1957年（昭和32年）1月に色川三中の旧蔵書や原稿類を購入して「色川文庫」を、1959年（昭和34年）8月には内田甲子男から土浦藩の史料を購入して「内田文庫」を設置した。
1969年（昭和44年）8月1日、旧茨城県筑波学園都市事務所に移転した。この時初めて児童室が設置されたが、旧事務所を館舎としていたのはわずか4年間で、1973年（昭和48年）9月1日に移転準備のため一旦閉館した。図書館の跡地は1975年（昭和50年）に土浦市立郷土資料館となり、建て替えられて1988年（昭和63年）に土浦市立博物館となった。

#### 昭和42年当時の陣容
- 開館時間 - 10時から17時半まで（但し夏期は拡大）
- 休館日 - 毎週月曜、月末、祝日、年末年始、曝書期間（10月および3月に各5日間）、創立記念日（4月10日）
- 蔵書数 - 18549
- 書架方式 - 接架（郷土資料、全集および貴重書は半接架）
- 職員 - 館長（教育長の兼務）、主事3、用務手1
- 1日平均利用者数 - 131
- 定期刊行物 - 官報、朝日、毎日、いはらき、常陽、新いばらきおよび各種雑誌

### 社会教育センター時代（1973 - 2010）
1973年（昭和48年）12月8日に土浦石岡地方社会教育センターが開館し、その3・4階に図書館が入居することになった。同センターへの移転によって、利用者数は移転前の5倍となる月平均1万人となり、貸出冊数の増加にも結び付いた。1980年代の蔵書は25,000冊であった。1976年（昭和51年）7月15日より土浦市南支所・上大津支所・都和支所・中央出張所に図書を配架し、貸し出しを開始した。貸し出し方法は貸出簿に利用者が自ら氏名と書名を記入するというものであった。1982年（昭和57年）3月28日、土浦読書クラブが開始し、300回を重ねたレコードコンサートが終了した。1983年（昭和58年）には「土浦市児童・生徒読書感想文コンクール」と「かみしばいとよみきかせの会」が始まった。
1985年（昭和60年）6月18日から7月20日に一旦休館し、コンピュータによる図書館管理システムを導入して再開した。また同年10月16日に社会教育センター1階部分を増築し、図書館に充当した。1990年代に土浦市立図書館を訪れた海野弘は、3階の郷土資料室が閉架式であることに戸惑ったが、何とか中に入れてもらい、市村荘雄一『茶の間の土浦五十年史』や本堂清『土浦町内物語』、野田佐久『土浦史』といった郷土資料を発見して読んだ経験を自著に綴っている。1995年（平成7年）2月18日に創立70周年記念式典を挙行し、川端誠を招待して記念講演を開催した。1998年（平成10年）10月1日、三中地区公民館図書室をオンライン化し、土浦市立図書館の分館と位置付けた。続いて1999年（平成11年）10月1日に都和公民館に、2002年（平成14年）5月11日に神立地区コミュニティセンターに分館を設置した。一方で2004年（平成16年）度をもって支所・出張所での図書貸し出しを終了した。
2007年（平成19年）1月にインターネット端末の供用を開始した。2008年（平成20年）7月5日、毎日新聞は土浦市教育委員会が、『文集つちうら』を「個人情報に当たる」として図書館から回収したと報じ、『図書館の自由に関する宣言』にある「図書館の自由」の観点から図書館問題研究会が問題視した。これに対して図書館は、毎日新聞社が同年3月に発生した事件の報道で『文集つちうら』を利用しようとし、事件に無関係の人のプライバシー侵害が危惧されたことが理由である、と回答した。2008年（平成20年）9月に上大津東小学校で図書館の本を学級文庫へ貸し出す試行を実施し、翌2009年（平成21年）6月から東小学校と都和小学校にも拡大した。同年9月には小学3年生を対象としたブックトークを開始し、11月3日に第1回図書館まつりを開催した。

### 生涯学習館時代（2010 - 2017）

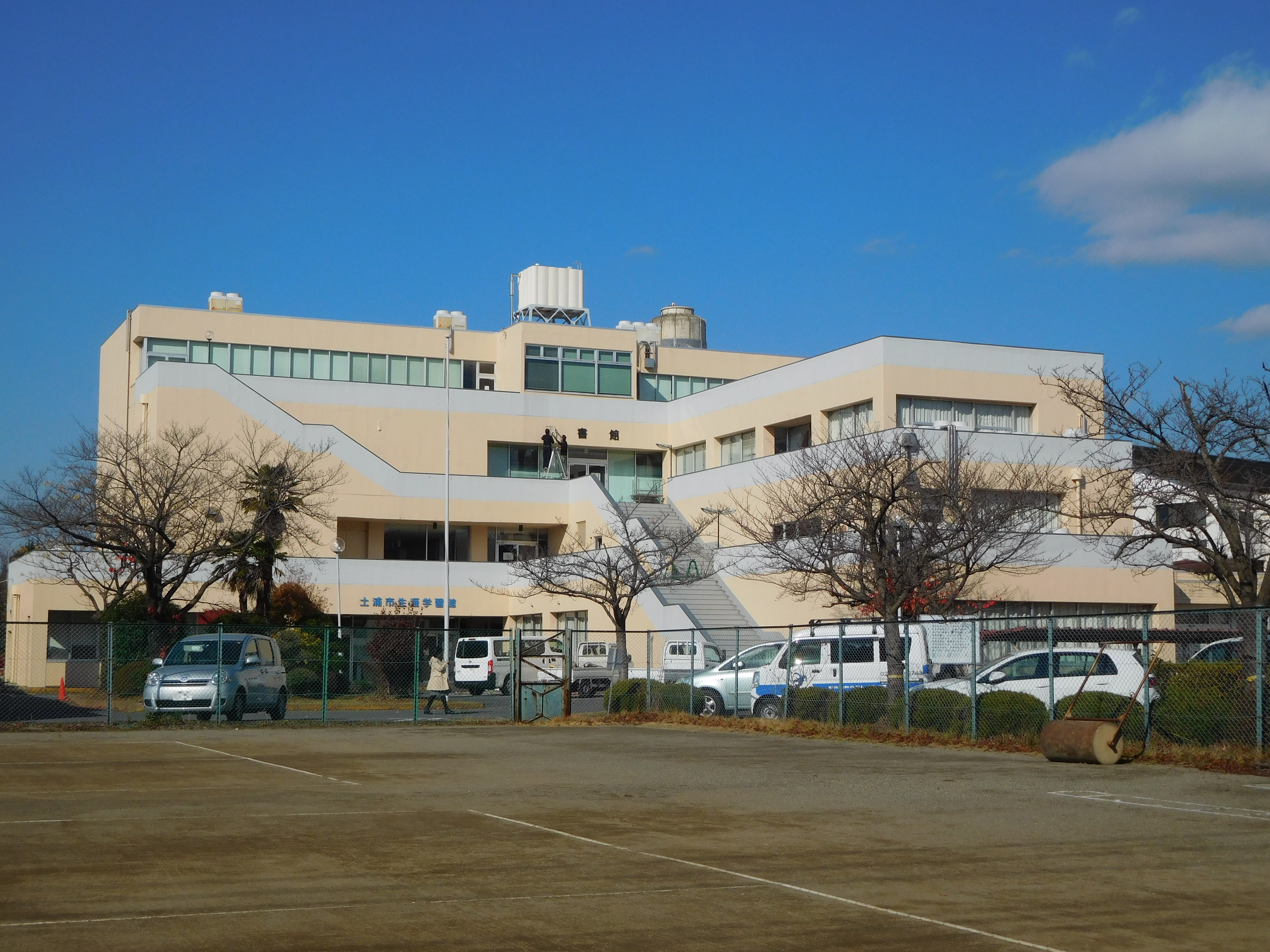
土浦市生涯学習館（2017年）

2010年（平成22年）3月、一部事務組合の解散に伴い、土浦石岡地方社会教育センターは土浦市生涯学習館に改称した。同年10月、音楽配信サービスの提供を開始し、同年11月3日に土浦市制70周年と国民読書年を記念して飯野和好による親子読書講演会を土浦市民会館で開催した。
2011年（平成23年）3月11日に東北地方太平洋沖地震が発生した際、約60人が館内におり職員が避難誘導した直後に停電が起きた。けが人はなかった。その後断水も発生し、翌日から3月17日まで臨時休館、4月3日まで開館時間を短縮して業務を行った。3月23日から4月20日の間は震災特集を実施した。2012年（平成24年）4月1日より雑誌スポンサー制度を導入した。同年6月24日、図書館から利用者へ電子メールを送信する際、他の受信者が分からないようにする措置を行わず、利用者全員のメールアドレスが分かる状態で誤送信するトラブルがあった。
2017年（平成29年）6月、土浦市出身の力士・髙安晃の大関昇進を受けて、急きょ「高安関コーナー」を設置した。同コーナーは、高安に関する新聞記事や相撲に関する図書40冊などで構成し、順次展示内容を変更した。新館への移転作業のため、土浦市生涯学習館の図書館は2017年（平成29年）8月31日に閉館した。新図書館への移転と同時に図書館システムの更新が行われるため、分館も8月31日で閉館した。

### アルカス土浦時代（2017 - ）

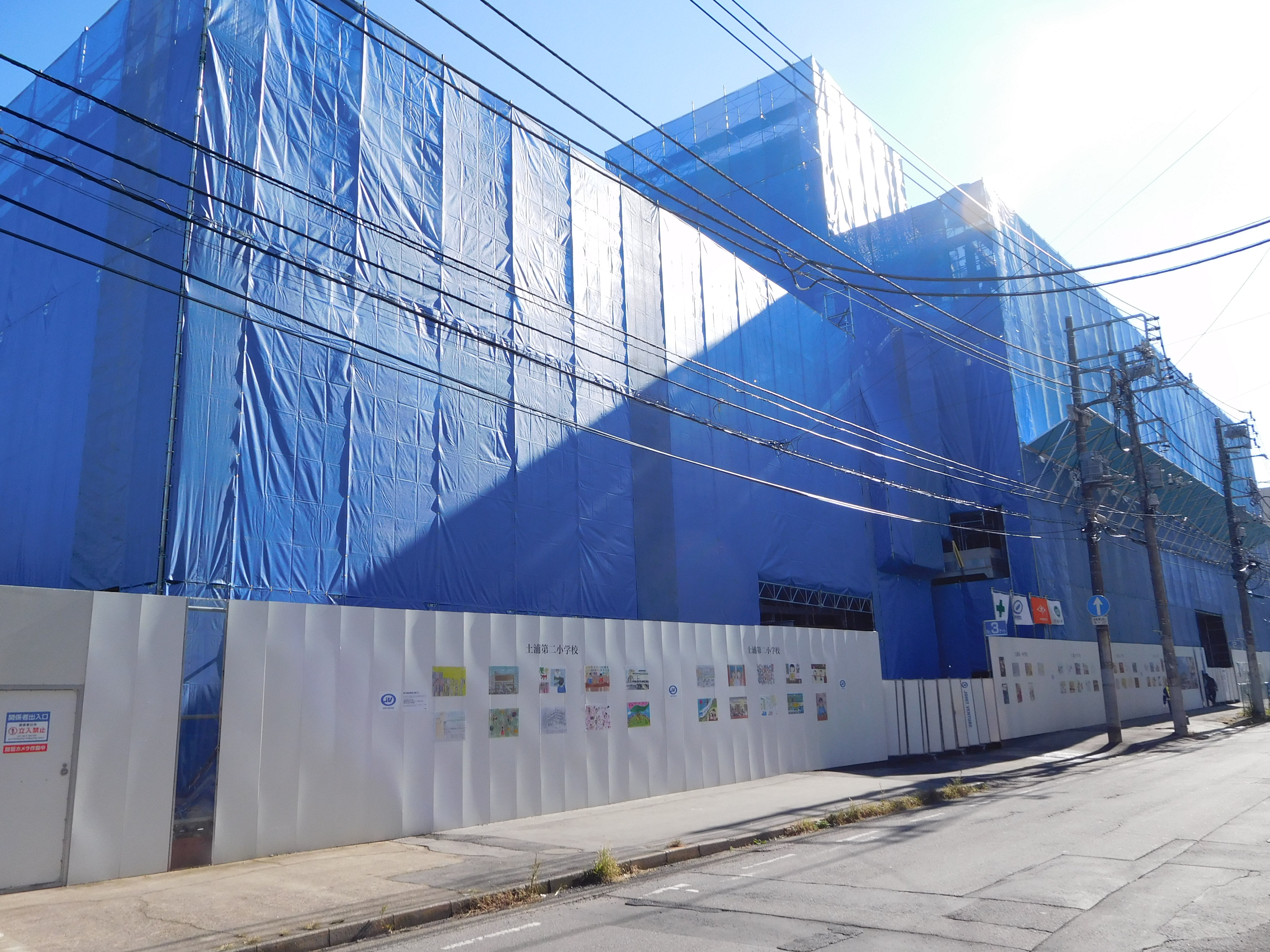
建設中の土浦市立図書館（2016年11月）

新図書館の建設計画は1996年（平成8年）から検討され始め、同時に市民組織として「新市立図書館を考える会」が発足した。2003年（平成15年）3月には『土浦市新図書館基本計画』が策定された。2005年（平成17年）には土浦駅前北地区に建設することが決定し、新館の開館に備えて資料購入が進められたものの、2008年（平成20年）にリーマンショックや建設資材高騰を背景に一度事業が中断し、2010年（平成22年）8月に事業を再開した。ところが2011年（平成23年）には東日本大震災を受けて計画を縮小することが決まり、さらに図書館の建設予定地が土浦市役所の移転候補地として検討されることになり再び事業が中断した。2012年（平成24年）11月になってようやく事業が再開し、2015年（平成27年）9月に着工した。
新図書館は、複合施設「アルカス土浦」内に設けられ、2017年（平成29年）11月16日に報道関係者向けに内部が公開された後、11月27日午前10時に開館した。開館記念式典では当時の中川清市長が「コンパクトシティを実現し、まちの活性化につながれば」と挨拶し、「アルカス土浦」の名付け親である土浦市民の男性に賞状が手渡された。分館は11月28日に再開された。アルカス土浦1階の土浦市民ギャラリーでは開館記念として茨城県近代美術館の所蔵作品展を開催し、クロード・モネの絵画『ポール=ドモアの洞窟』（Grotte de Port-Domois）が展示された。また「駅前ぶらり ライブラリ」と称して、パリの朝市を模した「ツチウラマルシェ」などの開館記念イベントを2018年（平成30年）1月まで継続開催した。開館初年度の入館者数の目標は40万人であったが、2018年（平成30年）1月に10万人を突破し、開館から8か月で40万人を達成した。

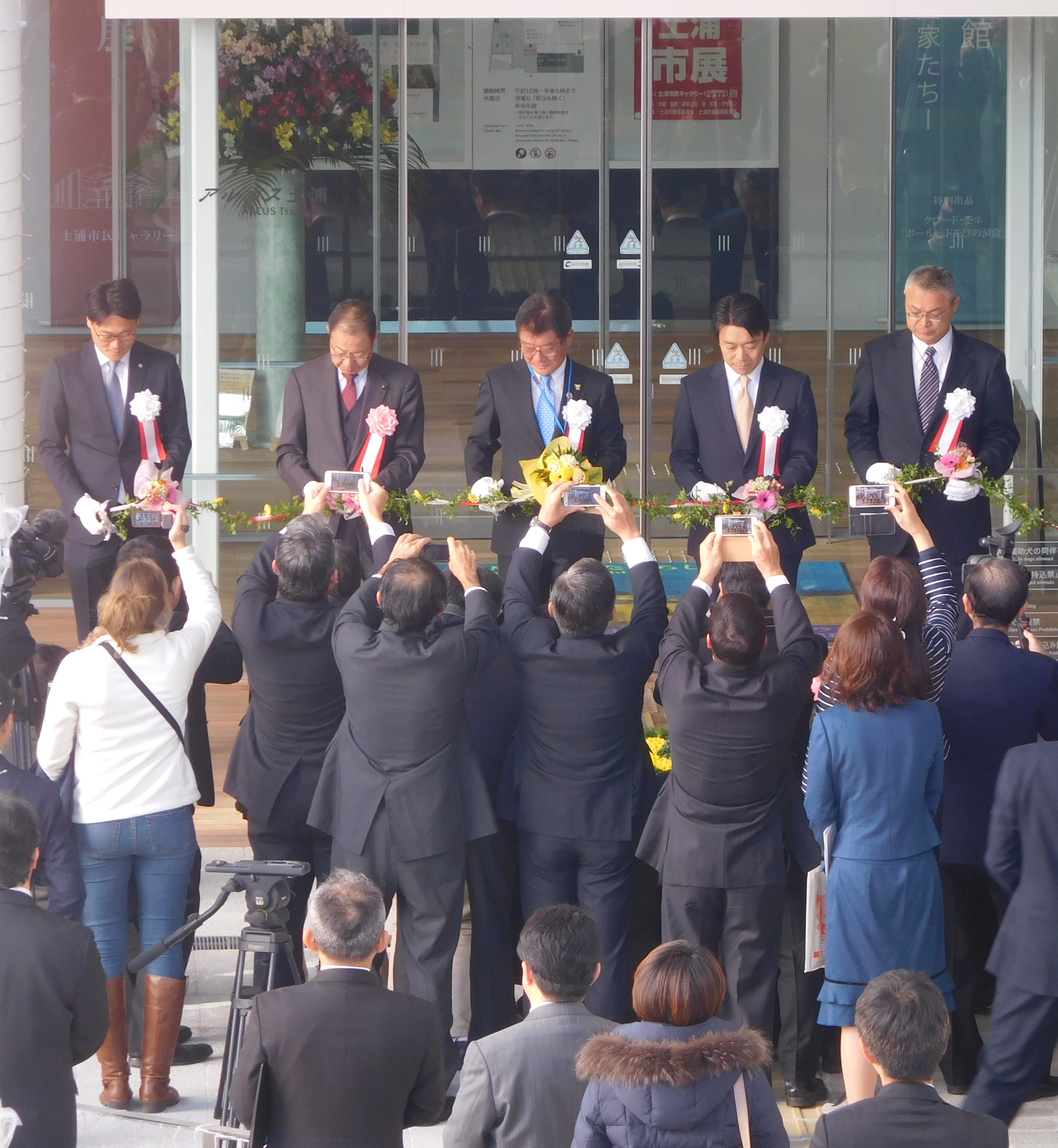
開館記念式典の一幕、テープカットの様子
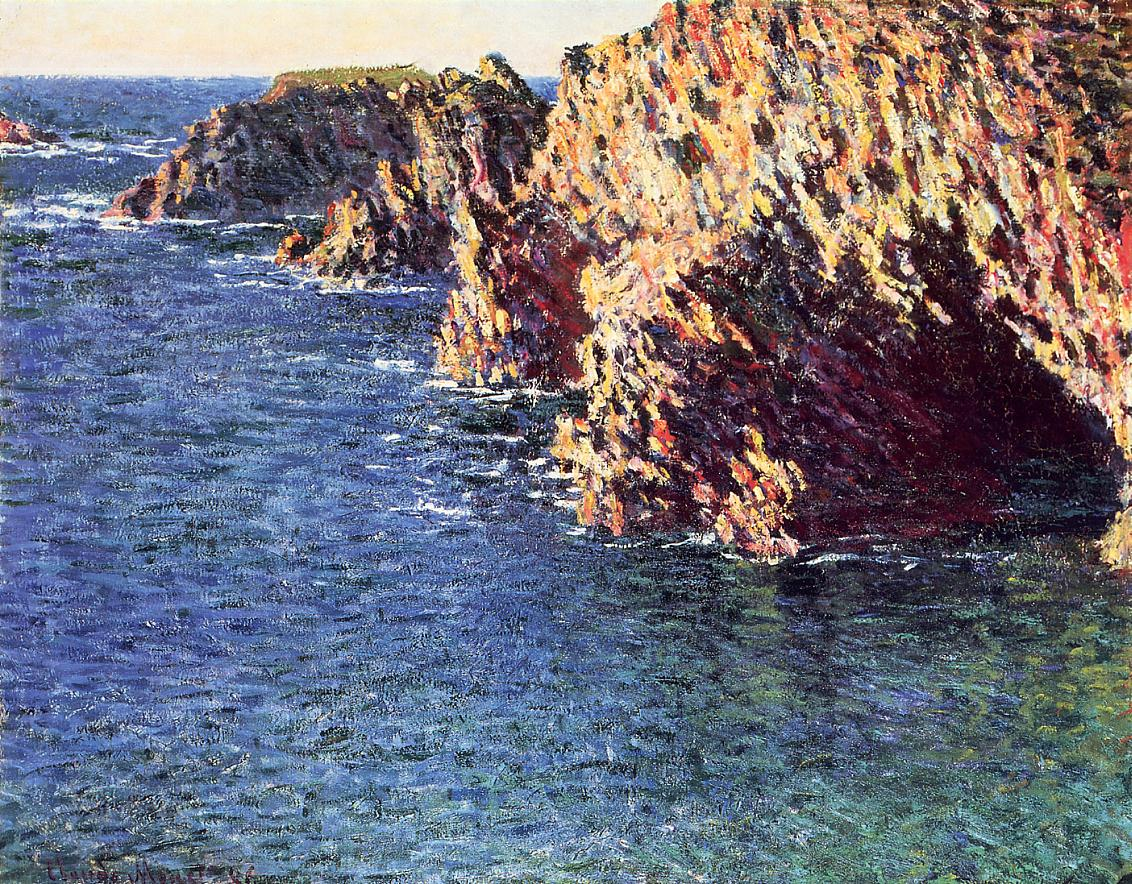

- 展示された『ポール=ドモアの洞窟』

2018年（平成30年）5月、図書館としては世界初となるインターネットテレビ「つちうら図書館ちゃんねる」の配信を開始した。同ちゃんねるは、2019年（平成31年/令和元年）に土浦市立博物館や上高津貝塚ふるさと歴史の広場をも含めた公共文化施設の情報番組「つちうらカルちゃんねる」に衣替えした。

## 特色

### ICタグと自動化書庫
土浦市立図書館は情報通信技術（ICT）を導入した最新の設備を整えている。4階には自動化書庫が設置され、17万冊の閉架図書を収蔵している。4階の屋上ガーデンから自動化書庫がガラス越しに見え、図書を運搬する様子を眺めることができる。
自動化書庫の導入は茨城県の図書館で2番目であり、これまで職員が10 - 15分程度かけて図書を探していたのが3分ほどに短縮された。自動化書庫を含む書架などの家具設置工事は日本ファイリングが担当した。
自動化書庫を導入するにあたって、蔵書にICタグが貼付された。手作業で1冊ずつICタグを貼付したため、すべての蔵書に貼付が完了したのは、新館開館の直前であったという。ICタグの導入により、自動貸出機も設置された。

### 利用者目線の運営
土浦市立図書館では、利用者の目線に立った運営を心掛けている。例えば毎日の開館前には資料の状態チェックを行い、返却されたCDは実際に音楽を流して音が飛ばないかどうか確認を行っている。また市民が植物や昆虫を持ち込んでそれらについて知りたいと尋ねてきた場合には、一緒になって文献を探索し、郷土資料入手のために古書店を歩き回ることもある。

#### 託児サービス「つちまるーむ」
毎週火曜日の10時から14時の間、保育士が0 - 2歳児を預かる託児サービスを提供している。この託児サービスは「つちまるーむ」と命名され、茨城県の図書館で2番目に開始した。
育児中の人に読書をする時間を提供することが目的で、利用者は1時間子供を預けることができる。ただし託児サービスを受けられるのは土浦市民に限られる。

## 周辺
- 土浦駅
  - プレイアトレ
  - 土浦運輸区
- ウララ
  - 土浦市役所
- 土浦駅前郵便局